# Land- und Stadtgericht Rhein
Das Land- und Stadtgericht Rhein war von 1824 bis 1849 ein preußisches Land- und Stadtgericht mit Sitz in der Stadt Rhein in der Provinz Preußen.

## Geschichte
In Rhein bestand bis 1824 das Stadt- und Amtsgericht Rhein. 1824 wurde daraus das Land- und Stadtgericht Rhein gebildet. Es war ein Gericht 2. Klasse im Sprengel des Oberlandesgerichts Insterburg. 
Sein Gerichtsbezirk umfasste 1837 die Stadt Rhein mit 1389 Gerichtseingesessenen und 47 Ortschaften mit 7370 Gerichtseingesessenen (zusammen also 8759 Gerichtseingesessene). Am Gericht waren ein Land- und Stadtrichter und drei weitere Mitarbeiter beschäftigt.
Nach der Märzrevolution wurden 1849 einheitlich Kreisgerichte gebildet. In Rhein entstand die Gerichtskommission Rhein des Kreisgerichts Lötzen.